# Ao Vivo em São Paulo (álbum de Gusttavo Lima)
Ao Vivo em São Paulo é o terceiro álbum ao vivo do cantor e compositor  brasileiro Gusttavo Lima, lançado em 2012 pela Som Livre. Conta com a produção e os arranjos musicais de Eduardo Pepato, sendo produzido por Ivan Miyazato. Foi gravado nos dias 28 e 29 de abril de 2012 no Credicard Hall, em São Paulo. O cantor afirmou que sua preferência é gravar álbuns de estúdio, mas o carinho do público acaba impondo que as gravações sejam ao vivo. O álbum tem participações de Eduardo Costa, Neymar, Alexandre Pires, e os irmãos do cantor, Willian e Marcelo.

## Antecedentes
Em 26 de janeiro de 2012, Gusttavo Lima contou em entrevista ao portal R7 que iria gravar um novo álbum ao vivo no final de março e começo de abril, mas que não havia nada confirmado. Falou sobre as participações de Edson & Hudson, Jorge & Mateus e Eduardo Costa, além de outra participação, mas ainda não estava confirmado por causa das agendas. No dia 21 de fevereiro, Lima falou em entrevista a Letícia Flores, do mesmo portal, que separou três dias para fazer o registro do novo trabalho, nos dias 25, 26 e 28 de abril de 2012. "Era em março [a gravação], mas como deve ser a melhor coisa que eu já fiz na minha vida, eu precisei de um pouco mais de tempo para ensaiar, para compor as músicas". Gusttavo vinha cuidando dos detalhes do álbum, e ele teve 20 dias de férias após o dia 21 de carnaval.
| “ | Escolhemos aqui [em SP] por conta da localização, ser prático e ter mais estrutura. Deixamos dois dias pra banda poder ensaiar, passar calma para os músicos e não precisar fazer tudo na correria de um dia só. Se fosse um dia só e desse alguma coisa errada, não tem como voltar atrás. | ” |

O álbum ao vivo foi gravado nos dias 28 e 29 de abril de 2012 no Credicard Hall, em  São Paulo. A setlist contou com 28 canções, sendo 25 inéditas. O álbum teve a produção de Ivan Miyazato, que já trabalhou com Lima nos seus dois outros álbuns. Momentos antes do show, Lima disse em uma entrevista coletiva para a imprensa que gostaria da participação da dupla Zezé Di Camargo & Luciano no DVD, mas as agendas de shows não deram suporte.

## Conteúdo e gravação
A setlist do álbum ao vivo contou com 28 canções, sendo 25 inéditas. Minutos antes do show iniciar, começou a chover, causando muito frio. Os fãs que já aguardavam o inicio do show começaram a cantar a música "Amor Perigoso" como tentativa de espantar o frio. Lima disse que aquele momento com certeza estaria incluso nos bastidores.
No primeiro dia de gravação, o cantor fez duetos com a dupla Willian & Marcelo em "Cabelo Preto", "Vem Ni Mim Dodge Ram", com Israel Novaes, e "Que Trem é Esse", com Alexandre Pires. Na segunda noite de gravação, contou com a participação do jogador Neymar e cantou três canções: "Balada",  "Fazer Beber" e "Eu Quero Tchu, Eu Quero Tcha" da dupla João Lucas & Marcelo. A canção "Balada" foi interpretada duas vezes, pois na primeira o áudio não ficou bom. Eduardo Costa cantou "Cheiro de Shampoo", regravação de Chrystian & Ralf.
O show contou com a participação de um grupo de bailarinas femininas, que dançaram as canções mais animadas, como "Água de Bar", "Gatinha Assanhada", "Doidaça", "As Mina Pira na Balada", intercalando com as românticas, como "60 Segundos", "Eu Te Achei", "Amor de Um Poeta" e "Fora do Comum".
Após o término da apresentação, Lima usou a rede social Twitter para falar sobre as gravações: "Meus amores, foi simplesmente perfeita a gravação do meu 3° DVD em São Paulo, foi demais, demais. Quero agradecer a todas as pessoas que vieram de todas as partes do Brasil pra essa gravação, todos os FCs, os fãs, imprensa, amigos".

### Recepção
Marcus Vinícius, do portal Terra, em uma crítica positiva elogiou o amadurecimento do cantor: "Muita gente estranhou a rapidez com que o Gusttavo Lima gravou um novo DVD, haja vista que o último foi gravado há menos de um ano. Acontece que a mudança do Gusttavo Lima é visível e tão rápida quanto a gravação do novo disco. Daí a necessidade de já se registrar essa mudança. O "Tchê tchererê tchê tchê" rendeu a ele uma posição invejável na mídia, o que de certa forma contribuiu para o seu amadurecimento. A carinha de nenê e o corpo franzino foram substituídos por um corpo malhado e uma cara bem mais madura, com barba inclusive. O "Inventor dos Amores" virou o cara do "tchê tchererê tchê tchê", cercado de belos carros e mulheres. Esse amadurecimento como pessoa acabou refletindo no seu lado musical também, o que pôde ser conferido durante a gravação. Ele enfim deixou seu lado "anos 90" vir à tona. Um show com várias bailarinas, músicas mais rasgadas, participação do Eduardo Costa, enfim, o lado popularesco, povão do Gusttavo Lima finalmente apareceu. Parecia aquela coisa que estava nele há anos, mas que ele sempre vinha segurando".

## Faixas
| N.º | Título                                    | Compositor(es)                                          | Duração |  |
| 1.  | "Balada"                                  | Cássio Sampaio                                          | 3:25    |  |
| 2.  | "Gatinha Assanhada"                       | Gabriel Valim / Alex Ferrari                            | 3:09    |  |
| 3.  | "Chovendo Paixão"                         | Everton Matos / Rivanil / Diego Ferreira                | 3:01    |  |
| 4.  | "Beber Água de Bar"                       | Juarez Pires / Rodrigues                                | 3:12    |  |
| 5.  | "Te Possuir"                              | Paula Mattos / Silmara / Thiago Servo                   | 2:49    |  |
| 6.  | "Que Trem é Esse" (part. Alexandre Pires) | Nildomar Dantas                                         | 2:59    |  |
| 7.  | "Doidaça"                                 | Thiago Servo / Paula Mattos                             | 3:07    |  |
| 8.  | "As Mina Pira na Balada"                  | Gabriel Valim / Alex Ferrari                            | 2:52    |  |
| 9.  | "Frases Tão Doídas"                       | Bigair dy Jaime / Stefany Lima / Marcos Paulo           | 3:19    |  |
| 10. | "Meu Medo"                                | Marcelo Melo / Vivi Abreu                               | 3:05    |  |
| 11. | "Fora do Comum"                           | Gusttavo Lima / Deluka                                  | 3:35    |  |
| 12. | "60 Segundos"                             | Pedro Eduardo                                           | 3:22    |  |
| 13. | "Fazer Beber" (part. Neymar)              | Nelson Nascimento                                       | 2:54    |  |
| 14. | "Amor de Um Poeta"                        | Gusttavo Lima / Deluka                                  | 3:15    |  |
| 15. | "Pense Um Pouco"                          | Julio Martins / Nildomar Dantas                         | 3:52    |  |
| 16. | "Encontrei Outra Paixão"                  | Everton Matos / Alan Barros / Diego Ferreira            | 2:52    |  |
| 17. | "A Promessa (Mitos e Contos)"             | Marco Aurelio / Thiago Machado / Mara Ferreira / Robson | 3:24    |  |
| 18. | "Cada Segundo Com Você"                   | Wilsinho Morais                                         | 3:16    |  |
| 19. | "Meu Coração Só Pensa"                    | Gusttavo Lima                                           | 2:58    |  |
| 20. | "DNA de Adorador"                         | Agailton Silva                                          | 3:22    |  |

| DVD |                                                                                 |                |         |  |
| N.º | Título                                                                          | Compositor(es) | Duração |  |
| 1.  | "Abertura / Balada"                                                             |                | 4:37    |  |
| 2.  | "Chovendo Paixão"                                                               |                | 3:01    |  |
| 3.  | "Beber Água de Bar"                                                             |                | 3:12    |  |
| 4.  | "Frases Tão Duidas"                                                             |                | 3:19    |  |
| 5.  | "Te Possuir"                                                                    |                | 2:49    |  |
| 6.  | "Gatinha Assanhada"                                                             |                | 3:10    |  |
| 7.  | "A Promessa (Mitos e Contos)"                                                   |                | 3:24    |  |
| 8.  | "Que Trem é Esse" (part. Alexandre Pires)                                       |                | 2:59    |  |
| 9.  | "Fazer Beber" (part. Neymar)                                                    |                | 2:54    |  |
| 10. | "As Mina Pira na Balada"                                                        |                | 2:52    |  |
| 11. | "Meu Medo"                                                                      |                | 3:05    |  |
| 12. | "Amor de Um Poeta"                                                              |                | 3:15    |  |
| 13. | "Doidaça"                                                                       |                | 3:07    |  |
| 14. | "Fora do Comum"                                                                 |                | 3:35    |  |
| 15. | "60 Segundos"                                                                   |                | 3:22    |  |
| 16. | "Pense Um Pouco"                                                                |                | 3:52    |  |
| 17. | "Cheiro de Shampoo" (part. Eduardo Costa)                                       |                | 3:16    |  |
| 18. | "Cada Segundo com Você"                                                         |                | 3:16    |  |
| 19. | "Cabelo Preto" (participação de Willian & Marcelo)                              |                | 2:57    |  |
| 20. | "Meu Coração Só Pensa"                                                          |                | 2:58    |  |
| 21. | "Encontrei Outra Paixão"                                                        |                | 2:52    |  |
| 22. | "Menina"                                                                        |                | 3:13    |  |
| 23. | "Pot-Pourri Viola: Confiança / Desatino / Te Amo e Não Te Quero / Goiás é Mais" |                | 4:37    |  |
| 24. | "Mamãe Falou"                                                                   |                | 2:50    |  |
| 25. | "DNA de Adorador"                                                               |                | 5:07    |  |
| 26. | "Making Of"                                                                     |                |         |  |